# Fahrni
Fahrni – gmina (niem. Einwohnergemeinde) w Szwajcarii, w kantonie Berno, w regionie administracyjnym Oberland, w okręgu Thun.

## Demografia
W Fahrni mieszka 811 osób. W 2020 roku 3% populacji gminy stanowiły osoby urodzone poza Szwajcarią.